# Informazione parziale linearizzata
L'informazione parziale linearizzata (LPI) è un metodo per prendere decisioni basate su informazioni insufficienti, sfumate o incerte (fuzzy, in lingua inglese). La LPI è stata introdotta nel 1970 dal matematico polacco, naturalizzato svizzero, Edward Kofler (1911 - 2007), per semplificare i processi di decisione.